# Karl Pflomm

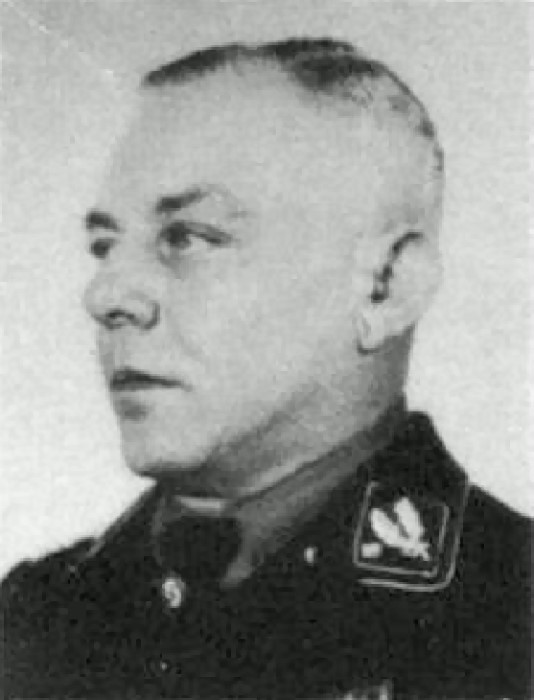
Karl Pflomm

Karl Albert Adalbert Julius Pflomm (* 31. Juli 1886 in Reutlingen; † 16. April 1945 in Hummelshain) war ein deutscher Politiker (NSDAP), SS-Führer und Polizeipräsident.

## Leben und Wirken
Nach dem Besuch einer evangelischen Schule im amerikanischen Pittsburgh und in Reutlingen wurde Pflomm ab 1900 zum Bau- und Kunstglaser ausgebildet. Von 1904 bis 1914 bildete er sich durch die Arbeit in schweizerischen und deutschen Unternehmen weiter. Von 1914 bis 1918 nahm er am Ersten Weltkrieg teil, in dem er mit dem Eisernen Kreuz beider Klassen und der silbernen sowie der goldenen Württembergischen Tapferkeitsmedaille ausgezeichnet wurde. Nach dem Krieg war Pflomm von 1919 bis 1923 Betriebsleiter einer Glasschleiferei und Spiegelfabrik. In den Jahren 1923 bis 1929 war er Eigentümer eines solchen Unternehmens.
1930 wurde Pflomm SS-Führer, er trat zum 1. September desselben Jahres auch der NSDAP bei (Mitgliedsnummer 304.896). Im Januar 1931 wurde er mit der Führung der 13. SS-Standarte beauftragt (SS-Nummer 2.913). Am 15. Mai 1931 folgte seine Beförderung zum Standartenführer und zum Führer der 13. SS-Standarte. 1932 wurde er Stabsführer des SS-Abschnitts X. 1933 wurde er zum Stabsführer des SS-Abschnitts XVIII. und am 15. Februar als Oberführer zum Führer des SS-Abschnitts XVIII ernannt. Im Dezember 1934 folgte Pflomms Ernennung zum Thüringischen Staatsrat und am 20. April 1936 die Beförderung zum SS-Brigadeführer.
Von März 1936 bis zum Ende der NS-Herrschaft im Frühjahr 1945 saß Pflomm als Vertreter des Wahlkreises 12 (Thüringen) im nationalsozialistischen Reichstag.
Pflomm wurde im Juni 1936 zum Polizeipräsidenten von Weimar ernannt, wechselte in dieser Funktion später nach Erfurt und im Juni 1940 nach Dresden. Am 25. November 1944 wurde er schließlich in den Ruhestand versetzt. Pflomm erschoss seine Ehefrau, sechs Kinder, das Kindermädchen und sich selbst am 16. April 1945 in Alten Schloss Hummelshain, nach dem Einmarsch der US-Armee.